# 吉原朝馬 (4代目)
四代目 吉原 朝馬（よしわら ちょうば、1949年5月18日 - ）は、千葉県多古町出身の落語家、俳優。出囃子∶『吉原雀』。落語協会、高倉組所属。本名：佐藤 武。

## 経歴
千葉県立佐原高等学校卒業後1968年5月、十代目金原亭馬生に入門。翌年1月、前座となる。前座名は「駒八」。
1973年4月に柳家さん枝、林家辰平と共に二ツ目昇進。
1982年12月に初代古今亭志ん五、六代目古今亭志ん橋、七代目三遊亭圓好、春風亭一朝、三代目三遊亭小金馬、柳家せん八、立川談生、立川左談次、六代目立川ぜん馬と共に真打昇進、四代目吉原朝馬を襲名。
2021年、「ストップ・オレオレ詐欺47～家族の絆作戦～」プロジェクトチームの特別防犯支援官に任官。

## 芸歴
- 1968年5月 - 十代目金原亭馬生に入門。
- 1969年1月 - 前座となる、前座名「駒八」。
- 1973年4月 - 二ツ目昇進。
- 1982年12月 - 真打昇進、「四代目吉原朝馬」を襲名。

## 演目
- 火焔太鼓
- 錦の袈裟
- 佐野山

## 人物
劇団「朝馬座」主宰。
2018年11月警察庁生活安全局長より特別防犯支援官を委嘱される。全国で相次ぐ特殊詐欺の被害を食い止めるため著名人で結成されたプロジェクトチーム「SOS47」メンバー。
明治期の女道楽の立花家橘之助を題材にした山田五十鈴の『たぬき』、1984年の『タンゴ・冬の終わりに』（西武劇場）に出演。
三遊亭圓歌から破門となった井上雄策を弟子として迎え入れ、「吉原馬雀」の名跡を与えた。報道によると、朝馬は上下関係のイザコザと成り得るトラブルの原因となるパワハラ行為などを良しとしない人格者であるとされており、馬雀が朝馬の門を叩いたのもそれが動機であるという。

## 弟子

### 二ツ目
- 吉原馬雀 - 元・三遊亭天歌、前師匠から破門後、一時活動休止を受けて2023年7月に入門（移籍）

### アマチュア
- 吉原すずめ - 渕真弥子（女優）[4]